# Molino del Piano
Molino del Piano (originariamente Molino del Pievano) è una frazione del comune di Pontassieve sita a circa 7 km dal capoluogo.
Il paese presenta una direttrice principale che è via Fratelli Carli, tratto della strada che a sud si collega al centro abitato di Le Sieci e alla via Aretina, e a nord si biforca in corrispondenza della piazza Giacomo Matteotti nei percorsi che portano all'Olmo (crocevia di percorsi territoriali fondamentali quali la via Faentina o la via Bolognese) o verso Doccia.
Di recente realizzazione è il nuovo assetto di piazza Vittorio Emanuele, detta in loco "Il Piazzone", che si affaccia sulla via Fratelli Carli, ed è stata risistemata con arredi urbani nel 2006, trasformata da semplice parcheggio asfaltato, in giardino e area di sosta razionalizzata.

## Storia
Il centro abitato prende nome da un mulino in funzione ai primi del Trecento. Di questo mulino rimane ancora l'edificio principale, trasformato in residenza, e gran parte del canale di adduzione. Il mulino sorgeva in corrispondenza dell'incrocio di strade che portavano alle valli secondarie del bacino del torrente Sieci: Santa Brigida, Fornello, Doccia, Lubaco, Monteloro. La chiesa parrocchiale di San Martino viene citata fin dal 1400, e fu edificata in corrispondenza della strada che arrivava al castello di Torre a Decima. Il vero sviluppo del centro abitato si ebbe a partire dal 1700, e alla fine del secolo la chiesa venne totalmente ricostruita.

## Monumenti e luoghi d'interesse
- Chiesa di San Martino

## Cultura
Tra le associazioni del paese si ricorda la Filarmonica Giacomo Puccini di Molino del Piano, fondata nel 1966, luogo di aggregazione, sede della Banda, di corsi di musica e di ballo. Impegnata in iniziative di solidarietà e culturali, il cui momento centrale è la Festa della Musica, a luglio.

## Sport
Molino del Piano ha anche una sua squadra di calcio, la Molinense, che gioca in Seconda Categoria Toscana